# Muzej Mémorial, Caen
Muzej Mémorial de Caen je muzej in spomenik padlim vojakom v Caenu, v Normandiji, Francija in obeležuje dogodke iz druge svetovne vojne in bitko za Caen. Stavba in območje se nahajajo v severnem predmestju mesta Caen na mestu starega bunkerja. Arhitekt je bil Jacques Millet in prvi kustos Yves Degraine.
Spomenik je posvečen zgodovini nasilja in intenzivnemu, neporavnanemu konfliktu v 20. stoletju, in zlasti v drugi svetovni vojni. Muzej je bil uradno odprt 6. junija 1988 (44. obletnica dneva D), odprl ga je takratni francoski predsednik François Mitterrand. Originalna stavba se ukvarja predvsem z drugo svetovno vojno, z vidika vzrokov in poteka konflikta.
Muzej je bil nato povečan:
- leta 1991 je bila dodana galerija posvečena Nobelovi nagradi za mir;
- trije spominski vrtovi: ameriški, britanski in kanadski vrt so bili posvečeni trem glavnim zavezniškim državam, ki so sodelovale pri osvoboditvi Francije;
- razširitev s poudarkom na hladni vojni in iskanju miru je odprl predsednik Jacques Chirac leta 2002. Obsega nevtralizirane konice, letala in fragment Berlinskega zidu.

## Galerija
- Dvorana
- Preddverje
- Ameriški vrt
- Letalo Hawker Typhoon fighter v Memorial
- Model ameriške letalonosilke
- Sovjetska vojaška uniforma (1939-1945) z brzostrelko PPŠ-41
- Model nemške V1